# Odessa A'zion
Odessa Zion Segall Adlon (17 de junho de 2000) também conhecida como Odessa A'zion, é uma atriz norte-americana. Ela é mais conhecida por seus papéis nas séries de televisão Fam e Grand Army.

## Início de vida
A'zion é de Los Angeles e também passou parte de sua infância em Boston e Neufahrn, na Alemanha. Ela é filha da atriz Pamela Adlon com o diretor Felix O. Adlon, e a filha do meio entre Gideon e Valentine "Rocky" Adlon. Seu avô paterno é o cineasta alemão Percy Adlon e seu avô materno é o escritor-produtor americano Don Segall. Ela também é descendente de judeus e ingleses por parte de mãe.
Odessa frequentou a Charter High School of the Arts (CHAMPS).

## Carreira
Ela foi inicialmente creditada como Odessa Adlon. A'zion conseguiu seu primeiro papel notável em 2017 como Liv na 5ª temporada de Nashville.  Seus papéis no cinema incluem o filme Ladyworld de 2018 e o filme de terror de 2020, Let's Scare Julie. Ela apareceu em 2 episódios de Wayne.
A'zion conseguiu seu primeiro papel principal como Shannon, a irmã mais nova do personagem de Nina Dobrev, na sitcom Fam de 2019 da CBS. Em outubro de 2019, foi anunciado que ela estrelaria como Joey Del Marco, a personagem principal de Slut: The Play, na série Grand Army da Netflix de 2020. Ela e Odley Jean receberam elogios da crítica por suas performances.

## Filmografia

### Cinema
| Ano  | Título                         | Papel         | Notas  |
| ---- | ------------------------------ | ------------- | ------ |
| 2011 | Conception                     | Interview Kid |        |
| 2018 | Ladyworld                      | Blake         |        |
| 2020 | Let's Scare Julie              | Madison       |        |
| TBA  | Mark, Mary & Some Other People | Lana          |        |
| TBA  | SuperCool                      | Jaclyn        |        |
| TBA  | Pools                          | Kennedy       |        |
| TBA  | Hell House                     | Emory Dupree  | [ 11 ] |

### Televisão
| Ano  | Título            | Papel          | Notas                                               |
| ---- | ----------------- | -------------- | --------------------------------------------------- |
| 2016 | Better Things     | Defiance       | Episódios: "Duke's Chorus"                          |
| 2017 | Nashville         | Liv            | 5 episódios                                         |
| 2017 | What About Barb?  | Anna           | Filme televisivo                                    |
| 2018 | Love              |                | Episódio: "Stunt Show"                              |
| 2019 | Wayne             | Trish          | 2 episódios                                         |
| 2019 | Fam               | Shannon        | Papel principal                                     |
| 2019 | Milo Murphy's Law | Orgaluth       | Voz; episódio: "Sphere and Loathing in Outer Space" |
| 2020 | Day by Day        | Lili           | Episódio: "I'm Not Done Getting To Know You"        |
| 2020 | Grand Army        | Joey Del Marco | Papel principal                                     |